# 빅히트 뮤직의 음반
이 문서는 빅히트 뮤직에서 발표한 음반 목록이다.

## 2000년대
- 2006년 7월 28일 바나나걸 - [Digital Single] 내 차를 가져가
- 2007년 3월 6일 케이윌 - 왼쪽 가슴
- 2007년 5월 22일 바나나걸 - 쵸콜렛
- 2007년 6월 26일 케이윌 - [Digital Single] 하리오
- 2007년 7월 20일 바나나걸 - [Digital Single] S - Summer Special
- 2007년 8월 27일 8eight - The First
- 2007년 10월 4일 임정희 - Before I Go J-Lim
- 2007년 11월 14일 8eight - Music is my life Part.2
- 2008년 3월 18일 8eight - Infinity (인피니티,무한대)
- 2008년 6월 20일 8eight - [Digital Single] I Love You
- 2008년 7월 11일 2AM - 이 노래
- 2008년 7월 31일 바나나걸 - Colorful
- 2008년 10월 20일 바나나걸 - [Digital Single] 키스해죠
- 2008년 11월 6일 백찬 - [Digital Single] 무슨 사랑이 그래요[1]
- 2008년 11월 11일 8eight - [Digital Single] 달라송[2]
- 2009년 2월 5일 조권, 이창민 - 졸업
- 2009년 3월 10일 8eight - The Golden Age
- 2009년 3월 19일 2AM - Time For Confession
- 2009년 6월 11일 8eight - [Digital Single] 잘가요 내사랑
- 2009년 8월 4일 8eight - [Digital Single] 울고 싶어 우는 사람이 있겠어
- 2009년 9월 8일 이현 - [Digital Single] 30분전
- 2009년 11월 2일 이현 - 천하무적 이평강 Part.1 (숨이 막혀)
- 2009년 12월 16일 조권 - [Digital Single] 우리 사랑하게 됐어요[3]

## 2010년대
- 2010년 1월 21일 2AM - 죽어도 못 보내
- 2010년 3월 8일 8eight - [Digital Single] 유효기간
- 2010년 3월 16일 2AM - 잘못했어
- 2010년 5월 11일 8eight - The Bridge
- 2010년 5월 20일 2AM - No.1
- 2010년 6월 30일 조권 - [Digital Single] 고백하던 날
- 2010년 7월 28일 옴므 - HOMME by `Hitman` Bang
- 2010년 9월 15일 임정희 - 진짜일 리 없어
- 2010년 9월 16일 2AM - 어쿠스틱 OST Part.1
- 2010년 10월 26일 2AM - Saint o'clock
- 2010년 10월 27일 이현 - 대물 OST Part.4[4]
- 2010년 11월 2일 이현 - [Digital SIngle] 소울 프로젝트 2 (타버려)[5]
- 2010년 11월 9일 2AM - Saint o'Clock Japan Special Edition
- 2010년 11월 25일 임정희 - 웃어요,엄마 OST Part.3
- 2010년 12월 8일 임정희 - [Digital Single] 아름다운 널[6]
- 2010년 12월 23일 이현 - [Digital Single] Road For Hope`Heal`[7]
- 2011년 1월 25일 주희 - 야차 OST Part.3
- 2011년 2월 1일 백찬 - 주문 (아테나 - 전쟁의 여신 OST)
- 2011년 2월 7일 이현 - [Digital Single] 악담
- 2011년 2월 15일 이현 - [Digital Single] 내꺼중에 최고
- 2011년 3월 15일 임정희 - 해바라기 (후쿠야마 마사하루 리메이크)
- 2011년 3월 23일 주희 - 연인 (후쿠야마 마사하루 리메이크)
- 2011년 3월 24일 임정희 - 로열패밀리 OST Part.3
- 2011년 4월 11일 이현 - [Digital Single] 다며
- 2011년 4월 26일 이창민 - [Digital Single] 가면 안돼[8]
- 2011년 5월 9일 임정희 - Golden Lady
- 2011년 6월 14일 8eight - [Digital Single] 그대는 정말 대단해요
- 2011년 6월 21일 8eight - 8eight
- 2011년 8월 1일 정진운 - [Digital Single] 걸어온다
- 2011년 11월 17일 정진운 - [Digital Single] 지금이 아니면
- 2012년 1월 2일 이현 - The Healing Echo
- 2012년 1월 4일 임정희 - 난폭한 로맨스 OST Part.1
- 2012년 1월 13일 2AM - [Japan Digital Single] Never Let You Go (죽어도 못 보내)
- 2012년 1월 27일 8eight - 도룡농도사와 그림자 조작단 OST Part.1 (SBS 주간 시트콤)
- 2012년 2월 29일 정진운 - 드림하이 OST Part.6[9]
- 2012년 3월 12일 2AM - F.Scott Fitzgerald`s Way Of Love
- 2012년 4월 3일 이현 - 패션왕 OST Part.2
- 2012년 4월 20일 이현 - Feeling Project #3[10]
- 2012년 5월 10일 2AM - [Japan Digital Single] 전화한다 너에게
- 2012년 5월 21일 2AM - 2AM Member`s Selection
- 2012년 6월 17일 이현 - 신사의 품격 OST Part.3
- 2012년 6월 22일 임슬옹, 이창민 - 닥터진 OST Part.3
- 2012년 6월 25일 조권 - I`m Da One[11]
- 2012년 7월 16일 글램 - Party (XXO)
- 2012년 9월 22일 임정희 - 다섯손가락 OST Part.1
- 2012년 10월 5일 이현 - [Digital Single] 촌스러워서
- 2012년 10월 23일 2AM - [Japan Digital Single] For You (당신을 위해 할 수 있는)(너를 위해 할 수 있는 일)
- 2012년 10월 26일 글램 - 다섯손가락 OST Part.4
- 2012년 11월 12일 이현 - 드라마의 제왕 OST Part.1
- 2012년 12월 27일 2AM - [Japan Digital Single] 누구에게도 줄 수 없어
- 2013년 1월 2일 글램 - [Digital Single] I Like That'
- 2013년 2월 4일 2AM - [Japan Digital Single] VOICE
- 2013년 3월 5일 2AM - 어느 봄날
- 2013년 3월 8일 임정희 - [Digital Single] 오랜만이다[12]
- 2013년 3월 13일 글램 - [Digital Single] 거울앞에서
- 2013년 6월 12일 방탄소년단 - 2 COOL 4 SKOOL
- 2013년 7월 1일 이창민, 다희 - 최고다 이순신 OST Part.4
- 2013년 7월 17일 임정희 - 상어 OST `지독한 사랑`
- 2013년 7월 23일 주희 - 아직 헤어지지 않았기 때문에 (SNS 드라마) OST Part.1
- 2013년 8월 8일 임정희 - [Digital Single] Luv Is
- 2013년 9월 11일 방탄소년단 - O!RUL8,2?
- 2013년 11월 7일 임정희 - [Digital Single] Feel So Good
- 2013년 11월 21일 임정희 - 메디컬탑팀 OST Part.4
- 2013년 11월 27일 2AM - NOCTURNE
- 2013년 12월 6일 임정희 - [Digital Single] 영화처럼[13]
- 2013년 12월 18일 빅히트 네이션 - [Digital Single] Perfect Christmas
- 2014년 2월 4일 글램 - [Digital Single] Give It 2 U
- 2014년 2월 7일 임정희 - 응급남녀 OST Part.2
- 2014년 2월 12일 방탄소년단 - Skool Luv Affair
- 2014년 3월 21일 임정희 - [Digital Single] 사랑은 없다[14]
- 2014년 5월 14일 방탄소년단 - SKOOL LUV AFFAIR SPECIAL ADDITION
- 2014년 6월 6일 방탄소년단 - No More Dream (JPN Ver.)
- 2014년 7월 15일 이창민 - 왔다!장보리 OST Part.4
- 2014년 7월 23일 옴므 - Pour les femmes
- 2014년 7월 28일 조권 - 유혹 OST Part.3[15]
- 2014년 8월 20일 방탄소년단 - DARK&WILD
- 2014년 9월 19일 에이트 - [Digital Single] 미치지말자
- 2014년 9월 23일 옴므 - 끝없는 사랑 OST Part.3
- 2014년 10월 30일 2AM - Let's Talk
- 2014년 11월 4일 주희 - 라이어 게임 OST Part.3
- 2014년 12월 19일 이현 - 미녀의 탄생 OST Part.6[16]
- 2015년 2월 3일 이현 - [Digital Single] 겨울 끝에서[17]
- 2015년 2월 26일 방탄소년단 - WAKE UP
- 2015년 2월 27일 임슬옹 - 언프리티 랩스타 Track 2[18]
- 2015년 3월 3일 임슬옹 - 호구의 사랑 OST Part.3[19]
- 2015년 3월 5일 RM - [Digital Single] P.D.D[20]
- 2015년 3월 17일 RM - RM
- 2015년 4월 3일 이창민 - 슈퍼대디열 OST Part.3
- 2015년 4월 8일 이현 - [Digital Single] 비가 내려와[21]
- 2015년 4월 10일 임정희 - 슈퍼대디열 OST Part.4
- 2015년 4월 29일 방탄소년단 - 화양연화 pt.1
- 2015년 5월 11일 데이비드 오 - [Digital Single] 노래시작
- 2015년 5월 21일 이현 - [Digital Single] 예쁜사람[22]
- 2015년 6월 9일 데이비드 오 - 딱 너 같은 딸 OST Part.2
- 2015년 8월 4일 RM - [Digital Single] Fantastic
- 2015년 8월 24일 방탄소년단 - [Japan Digital Single] FOR YOU
- 2015년 9월 2일 옴므 - [Digital Single] 이단옆차기 프로젝트 Vol.5[23] 울디
- 2015년 10월 2일 옴므 - [Digital Single] 울지 말자
- 2015년 11월 3일 옴므 - [Digital Single] 사랑이 아냐
- 2015년 11월 30일 방탄소년단 - 화양연화 pt.2
- 2016년 1월 20일 옴므 - [Digital Single] 투유 프로젝트 - 슈가맨 Part.14[24]
- 2016년 3월 24일 이현 - 돌아와요 아저씨 OST Part.5
- 2016년 4월 1일 옴므 - [Digital Single] 너 내게로 와라
- 2016년 4월 8일 데이비드 오 - SKINSHIPS
- 2016년 5월 2일 방탄소년단 - 화양연화 Young Forever
- 2016년 5월 18일 옴므 - [Digital Single] 투유 프로젝트 - 슈가맨 Part.31[25]
- 2016년 8월 16일 슈가 - Agust D
- 2016년 8월 30일 옴므 - [Digital Single] 딜레마
- 2016년 9월 7일 방탄소년단 - YOUTH
- 2016년 10월 10일 방탄소년단 - Wings
- 2016년 10월 30일 데이비드 오 - 말풍선
- 2016년 11월 22일 이현 - 낭만닥터 김사부 OST Part.1
- 2016년 12월 20일 진, 뷔 - 화랑 OST Part.2 죽어도 너야
- 2016년 12월 21일 옴므 - [Digital Single] 내겐 전부니까
- 2017년 2월 13일 방탄소년단 - WINGS:You Never Walk Alone
- 2017년 3월 20일 RM - [Digital Single] Change[26]
- 2017년 7월 4일 방탄소년단 - [Digital Single] Come Back Home
- 2017년 7월 21일 옴므 - [Digital Single] 어디쯤 왔니
- 2017년 9월 18일 방탄소년단 - LOVE YOURSELF 承 'Her'
- 2017년 11월 24일 방탄소년단 - [Digital Single] MIC Drop (Steve Aoki Remix)
- 2017년 12월 1일 이현 - [Digital Single] 입술자국
- 2018년 1월 9일 이창민 - 그냥 사랑하는 사이 OST Part.5
- 2018년 2월 26일 이현 - [Digital Single] 다음이 있을까
- 2018년 3월 2일 제이홉 - Hope World
- 2018년 4월 4일 방탄소년단 - FACE YOURSELF
- 2018년 5월 18일 방탄소년단 - LOVE YOURSELF 轉 'Tear'
- 2018년 6월 4일 방탄소년단 - [Digital Single] FAKE LOVE (Rocking Vibe Mix)
- 2018년 8월 24일 방탄소년단 - LOVE YOURSELF 結 'Answer'
- 2018년 10월 23일 RM - Mono
- 2018년 11월 7일 방탄소년단 - [Japan] FAKE LOVE / Airplane pt.2
- 2018년 12월 23일 지민 - [Digital Single] SiNGLe
- 2018년 12월 26일 이현 - [Digitial Single] 우리 그만 아프자
- 2019년 1월 28일 이현 - [Digital Single] 아직은
- 2019년 3월 4일 투모로우바이투게더 - 꿈의 장: STAR
- 2019년 4월 12일 방탄소년단 - MAP OF THE SOUL : PERSONA
- 2019년 5월 3일 투모로우바이투게더 - [English Digital Single] Cat & Dog
- 2019년 5월 31일 투모로우바이투게더 - [Digital Single] Our Summer (Acoustic Mix)
- 2019년 6월 7일 방탄소년단 - [Digital Single] Dream Glow[27]
- 2019년 6월 14일 방탄소년단 - [Digital Single] A Brand New Day[28]
- 2019년 6월 16일 이현 - 조선생존기 OST Part.1
- 2019년 6월 21일 방탄소년단 - [Digital Single] All Night[29]
- 2019년 6월 28일 방탄소년단 - BTS WORLD OST
- 2019년 7월 3일 방탄소년단 - [Japan Digital Single] Lights / Boy With Luv
- 2019년 7월 25일 RM - [Digital Single] Seoul Town Road (Old Town Road Remix)[30]
- 2019년 10월 18일 방탄소년단 - [Digital Single] Make It Right[31]
- 2019년 10월 21일 투모로우바이투게더 - 꿈의 장: MAGIC
- 2019년 11월 1일 방탄소년단 - [Digital Single] Make It Right (EDM Remix)[32]
- 2019년 12월 6일 슈가 - [Digital Single] SUGA`s Interlude[33]

## 2020년대
- 2020년 1월 15일 투모로우바이투게더 - [Japan Digital Single] MAGIC HOUR
- 2020년 2월 7일 에이트 - [Digital Single] 또 사랑에 속다
- 2020년 2월 21일 방탄소년단 - Map Of The Soul:7
- 2020년 3월 13일 뷔 - 이태원 클라쓰 OST Part.12
- 2020년 5월 18일 투모로우바이투게더 - 꿈의 장: ETERNITY
- 2020년 5월 22일 Agust D- D-2
- 2020년 6월 19일 방탄소년단 - [Japan Digital Single] Stay Gold
- 2020년 7월 15일 방탄소년단 - [Japan] MAP OF THE SOUL : 7 ~ THE JOURNEY ~
- 2020년 8월 19일 투모로우바이투게더 - [Japan Digital Single] Dream
- 2020년 8월 21일 방탄소년단 - [Digital Single] Dynamite
- 2020년 10월 2일 방탄소년단 - [Digital Single] Savage Love (Laxed - Siren Beat) [BTS Remix][34]
- 2020년 10월 26일 투모로우바이투게더 - minisode1 : Blue Hour
- 2020년 11월 20일 방탄소년단 - BE
- 2020년 11월 24일 투모로우바이투게더 - 라이브온 OST Part.1
- 2020년 12월 11일 방탄소년단 - [Digital Single] Dynamite (Holiday Remix)
- 2021년 1월 20일 투모로우바이투게더 - [Japan] STILL DREAMING
- 2021년 5월 21일 방탄소년단 - [Digital Single] Butter
- 2021년 5월 24일 투모로우바이투게더 - 어느 날 우리 집 현관으로 멸망이 들어왔다 OST Part.2
- 2021년 5월 28일 방탄소년단 - [Digital Single] Butter (Hotter Remix)
- 2021년 5월 31일 투모로우바이투게더 - 혼돈의 장: FREEZE
- 2021년 6월 4일 방탄소년단 - [Digital Single] Butter (Cooler Remix)
- 2021년 6월 4일 방탄소년단 - [Digital Single] Butter (Sweeter Remix)
- 2021년 6월 16일 방탄소년단 - [Japan] BTS, THE BEST
- 2021년 6월 25일 투모로우바이투게더 - [Digital Single] 0X1=LOVESONG (I Know I Love You) feat. pH-1, Woodie Gochild, Seori
- 2021년 6월 26일 이현 - 결혼작사 이혼작곡 2 OST Part.5
- 2021년 7월 9일 방탄소년단 - [Digital Single] Permission to Dance
- 2021년 7월 17일 이현 - [Digital Single] 바닷속의 달
- 2021년 7월 23일 방탄소년단 - [Digital Single] Permission to Dance (R&B Remix)
- 2021년 8월 17일 투모로우바이투게더 - 혼돈의 장: FIGHT OF ESCAPE
- 2021년 8월 27일 방탄소년단 - [Digital Single] Butter (feat. Megan Thee Stallion)
- 2021년 9월 9일 방탄소년단 - [Digital Single] 어기영차
- 2021년 9월 10일 투모로우바이투게더 - [Digital Single] 0X1=LOVESONG (I Know I Love You) feat. Mod Sun
- 2021년 9월 24일 방탄소년단, 콜드플레이 - [Digital Single] My Universe
- 2021년 10월 14일 이현 - LIVE ON UNPLUGGED - 이현
- 2021년 10월 19일 방탄소년단,콜드플레이 - [Digital Single] My Universe (SUGA's Remix)
- 2021년 11월 4일 투모로우바이투게더 - 아머드 사우루스 OST
- 2021년 11월 7일 진 - 지리산 OST Part.4
- 2021년 11월 10일 투모로우바이투게더 - [Japan] Chaotic Wonderland
- 2021년 11월 24일 이현 - [Digital Single] <뮤지광 컴퍼니> 프로젝트 음원 앨범[35]
- 2021년 12월 3일 방탄소년단 - [Digital Single] Butter (Holiday Remix)
- 2021년 12월 24일 뷔 - 그 해 우리는 OST Part.5
- 2022년 1월 7일 이현 - [Digital Single] 악수 (아는 여자애 X 이현)
- 2022년 2월 11일 정국 - [Digital Single] Stay Alive
- 2022년 2월 23일 투모로우바이투게더 - [Digital Single] PS5[36]
- 2022년 4월 24일 지민 - 우리들의 블루스 OST Part.4[37]
- 2022년 5월 9일 투모로우바이투게더 - minisode 2: Thursday's Child
- 2022년 6월 10일 방탄소년단 - Proof
- 2022년 6월 24일 정국 - [Digital Single] Left And Right[38]
- 2022년 6월 28일 이현 - [Digital Single] Feel the Rhythm of Korea (2022)[39]
- 2022년 7월 1일 제이홉 - [Digital Single] MORE
- 2022년 7월 6일 방탄소년단 - 인더섬 with BTS OST
- 2022년 7월 14일 이현 - 이브 OST Part.4
- 2022년 7월 15일 제이홉 - Jack In The Box
- 2022년 7월 22일 투모로우바이투게더 - [Digital Single] Valley of Lies (feat. iann dior)
- 2022년 8월 5일 방탄소년단 - [Digital Single] Bad Decisions[40]
- 2022년 8월 31일 투모로우바이투게더 - [Japan Digital Single] GOOD BOY GONE BAD
- 2022년 9월 19일 투모로우바이투게더 - [Digital Single] Free Falling
- 2022년 9월 23일 방탄소년단 - [Digital Single] Yet To Come (Hyundai Ver.)
- 2022년 10월 28일 진 - [Digital Single] The Astronaut
- 2022년 11월 20일 정국 - [Digital Single] Dreamers [Music from the FIFA World Cup Qatar 2022 Official Soundtrack]
- 2022년 12월 2일 RM - Indigo
- 2023년 1월 27일 투모로우바이투게더 - 이름의 장: Temptation
- 2023년 2월 22일 투모로우바이투게더 - [Digital Single] 이젠 안녕 (연애혁명 X 투모로우바이투게더)
- 2023년 3월 3일 제이홉 - [Digital Single] On The Street[41]
- 2023년 3월 24일 지민 - Face
- 2023년 3월 26일 지민 - [Digital Single] Like Crazy (Remixes)
- 2023년 4월 7일 Agust D - [Digital Single] 사람 Part.2
- 2023년 4월 21일 Agust D - D-Day
- 2023년 5월 12일 방탄소년단 - [Digital Single] The Planet
- 2023년 5월 15일 MIDNATT - [Digital Single] Masquerade
- 2023년 6월 9일 방탄소년단 - [Digital Single] Take Two[42]
- 2023년 7월 5일 투모로우바이투게더 - [Japan] SWEET
- 2023년 7월 7일 투모로우바이투게더 - [Digital Single] Do It Like That[43]
- 2023년 7월 7일 투모로우바이투게더 - [Digital Single] Do It Like That (Alan Walker Remix)[44]
- 2023년 7월 14일 정국 - [Digital Single] SEVEN
- 2023년 7월 17일 정국 - [Digital Single] SEVEN (Weekday Ver.)
- 2023년 7월 21일 정국 - [Digital Single] SEVEN (Weekend Ver.)
- 2023년 8월 11일 뷔 - [Digital Single] Layover[45]
- 2023년 8월 12일 투모로우바이투게더 - [Digital Single] Do It Like That (Jax Jones Remix)[46]
- 2023년 8월 18일 제이홉 - Jack In The Box (HOPE Edition)
- 2023년 8월 25일 정국 - [Digital Single] SEVEN (Alesso Remix)
- 2023년 9월 8일 뷔 - Layover
- 2023년 9월 15일 투모로우바이투게더 - [Digital Single] Back for More (with Anitta)[47]
- 2023년 9월 18일 투모로우바이투게더 - Back for More (More Edition)
- 2023년 9월 29일 정국 - [Digital Single] 3D (feat. Jack Harlow)
- 2023년 10월 2일 정국 - [Digital Single] 3D : The Remixes
- 2023년 10월 13일 투모로우바이투게더 - 이름의 장: FREEFALL
- 2023년 10월 20일 정국 - [Digital Single] Too Much[48]
- 2023년 10월 23일 뷔 - [Digital Single] Slow Dancing Remix
- 2023년 10월 30일 정국 - [Digital Single] SEVEN (David Guetta Remix)
- 2023년 11월 3일 정국 - GOLDEN
- 2023년 11월 6일 정국 - [Digital Single] Standing Next to You : The Remixes
- 2023년 12월 1일 정국 - [Digital Single] Standing Next to You - Usher Remix[49]
- 2023년 12월 22일 지민 - [Digital Single] Closer Than This
- 2023년 12월 30일 뷔 - [Digital Single] wherever u r[50]
- 2024년 3월 15일 뷔 - [Digital Single] FRI(END)S
- 2024년 3월 29일 제이홉 - Hope On The Street Vol.1
- 2024년 4월 1일 투모로우바이투게더 - minisode 3: TOMORROW
- 2024년 5월 10일 RM - [Digital Single] Come Back To Me
- 2024년 5월 24일 RM - Right Place, Wrong Person
- 2024년 6월 7일 정국 - [Digital Single] Never Let Go
- 2024년 6월 28일 지민 - [Digital Single] Smeraldo Garden Marching Band[51]
- 2024년 7월 3일 투모로우바이투게더 - [Digital Single] CHIKAI
- 2024년 7월 17일 투모로우바이투게더 - [Digital Single] Open Always Wins
- 2024년 7월 19일 지민 - MUSE
- 2024년 7월 23일 지민 - Who (Remixes)
- 2024년 9월 1일 연준 - 새벽 2시의 신데렐라 OST Part.4
- 2024년 9월 19일 연준 - [Digital Single] GGUM
- 2024년 10월 11일 진 - [Digital Single] 슈퍼 참치
- 2024년 10월 25일 진 - [Digital Single] I'll Be There[52]
- 2024년 11월 4일 투모로우바이투게더 - 별의 장: SANCTUARY
- 2024년 11월 15일 진 - HAPPY
- 2024년 11월 15일 투모로우바이투게더 - [Digital Single] Love Story [THE 시즌즈: 이영지의 레인보우]
- 2024년 11월 18일 투모로우바이투게더 - 취하는 로맨스 OST Part.5
- 2024년 11월 19일 진 - [Digital Single] Running Wild (Remixes)
- 2024년 11월 27일 뷔 - [Digital Single] Winter Ahead[53]
- 2024년 12월 6일 뷔 - [Digital Single] White Christmas
- 2024년 12월 20일 뷔 - [Digital Single] Winter Ahead : 윤석철트리오 Ver.[54]
- 2025년 1월 26일 진 - 별들에게 물어봐 OST Part.3
- 2025년 2월 14일 투모로우바이투게더 - 멜로무비 OST Part.3
- 2025년 3월 3일 EL CAPITXN - [Digital Single] Do What You Do[55]
- 2025년 3월 7일 제이홉 - [Digital Single] Sweet Dreams[56]
- 2025년 3월 11일 제이홉 - [Digital Single] Sweet Dreams - zzZ Remixes[57]
- 2025년 3월 18일 제이홉 - [Digital Single] Sweet Dreams (feat. Miguel) - FNZ Remix[58]
- 2025년 3월 21일 제이홉 - [Digital Single] MONA LISA
- 2025년 3월 27일 범규 - [Digital Single] Panic
- 2025년 4월 1일 제이홉 - [Digital Single] MONA LISA (Remix so fine)
- 2025년 4월 7일 투모로우바이투게더 - [Digital Single] Rise[59]
- 2025년 5월 2일 투모로우바이투게더 - [Digital Single] Love Language
- 2025년 5월 2일 RM - [Digital Single] Stop The Rain[60]
- 2025년 5월 11일 투모로우바이투게더 - 언젠가는 슬기로울 전공의생활 OST Part.9
- 2025년 5월 16일 진 - Echo
- 2025년 5월 20일 진 - [Digital Single] Don't Say You Love Me (Remixes)
- 2025년 6월 13일 제이홉 - [Digital Single] Killin’ It Girl[61]
- 2025년 6월 17일 제이홉 - [Digital Single] Killin’ It Girl (Remixes)[62]
- 2025년 7월 18일 방탄소년단 - PERMISSION TO DANCE ON STAGE - LIVE
- 2025년 7월 21일 투모로우바이투게더 - 별의 장: TOGETHER
- 2025년 8월 18일 CORTIS - [Digital Single] What You Want[63]
- 2025년 9월 8일 CORTIS - COLOR OUTSIDE THE LINES
- 2025년 10월 22일 투모로우바이투게더 - [Japan] Starkissed
- 2026년 3월 ?일 방탄소년단 - 미정

## 같이 보기
- 쏘스뮤직의 음반